# Rostock (navă)
Pentru alte sensuri vezi Rostock (dezambiguizare).

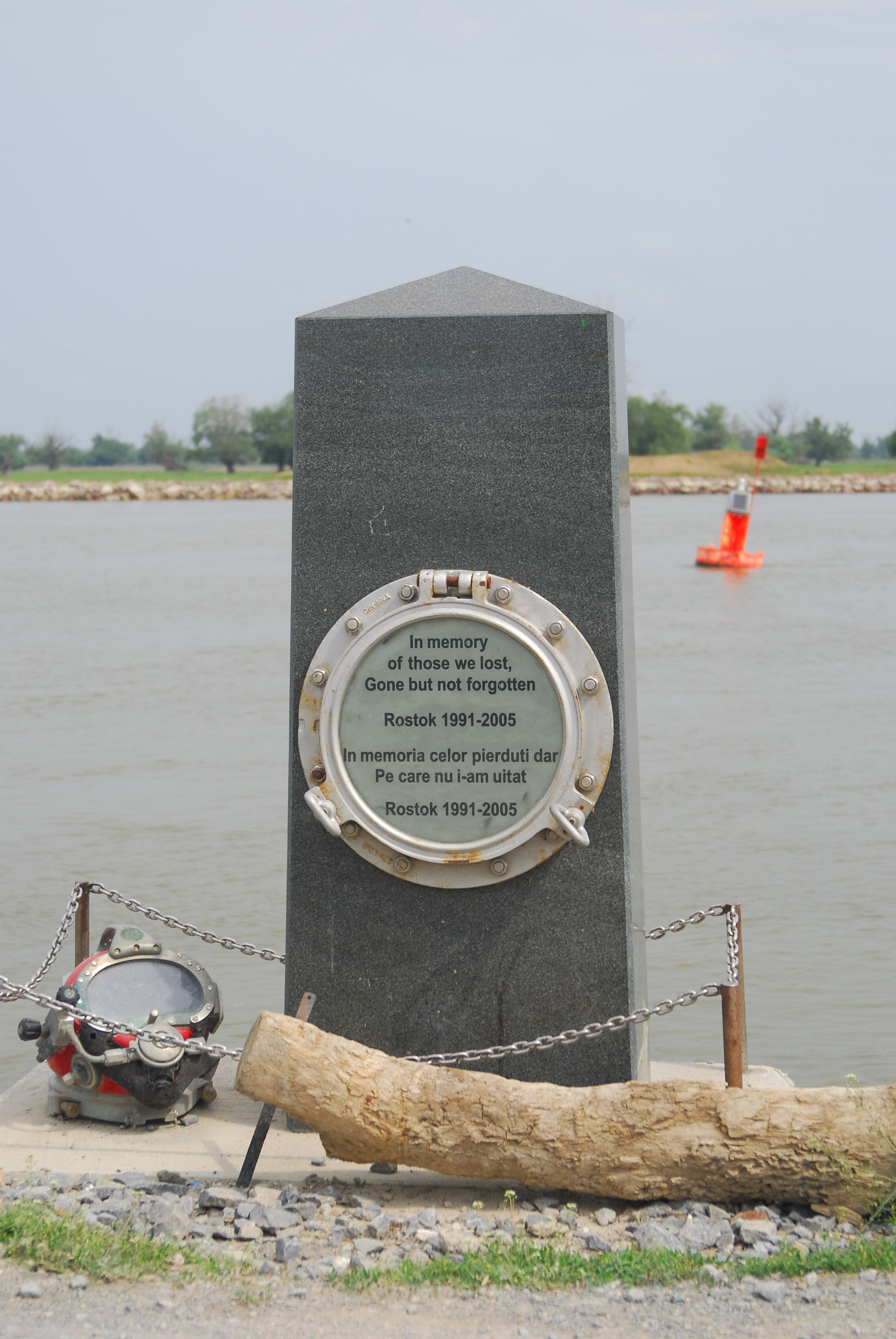
Piatra comemorativă Rostock, în satul Partizani, Tulcea

Rostock a fost o navă sub pavilion ucrainean care a eșuat și s-a scufundat în brațul Sulina al Dunării în dreptul localității Partizani la 2 septembrie 1991. 
Nava Rostock, fabricată în 1973 la Șantierul naval Heztun Rostock din fosta RDG, a eșuat la Mila 31 a Dunării, pe partea cea mai îngustă a Canalului Sulina, blocând navigația maritimă.
După eșuarea navei, un consorțiu format din firme americano-olandezo-române s-a chinuit timp de mai mulți ani pentru ranfluarea epavei ce bloca șenalul navigabil. Operațiunea, în care și-au pierdut viața trei scafandri, s-a încheiat prin transportarea celor patru segmente ale epavei pe canalul Sf. Gheorghe, în dreptul localității Nufăru. Bucățile recuperate din navă au fost lăsate apoi, fără pază, de Administrația Fluvială a Dunării de Jos (AFDJ) fapt care a dus la furtul capacelor de la tancurile de combustibil. Odată cu creșterea nivelului Dunării, apa a intrat în rezervoare și a produs o poluare importantă într-o zonă a Rezervației Biosferei Delta Dunării. Totodată, cele patru părți ale corpului navei Rostock s-au scufundat din nou.

Scoaterea la suprafață a epavei a durat mai mult de 14 ani, încheindu-se abia la 30 noiembrie 2005, timp în care circulația fluvială pe brațul Sulina a fost grav afectată. Încercările de scoatere la suprafață a epavei au costat și viața a doi scafandri.
Blocarea parțială a șenalului navigabil al Brațului Sulina a obligat navele de mare tonaj să treacă prin Canalul Dunăre-Marea Neagră, pentru care însă taxele de tranzit percepute de statul român sunt mai mari.
În presă a fost vehiculat un sabotaj drept cauză a accidentului. Ziarul România Liberă a publicat la data de 10 noiembrie 2004 un reportaj cu Grigore Fadei, un localnic de origine lipoveană din satul Partizani, care a fost martor ocular la naufragiul navei. Conform articolului, "Nea Grigore ne mai spune ca imediat dupa ce nava a esuat echipajul s-a salvat sarind pe mal, fara sa fie cineva ranit, ba chiar si cu bagaje. Martorii spun ca acestia s-au retras mai intr-o parte. "S-au apucat de baut", spune batranul. "Beau alcool rafinat cu apa minerala. Vorbeau intre ei ruseste... credeau ca eu nu inteleg. Da' eu stiu si ruseste. Ziceau ceva ca romanii nu mai au pe unde sa mai treaca. Asa cred si eu, ca au facut-o intentionat. Au ales chiar si locul cel mai bun, aici, unde canalul este cel mai ingust", concluzioneaza Grigore."